# Monasterio de Belmonte
El monasterio de Belmonte, o de Santa María de Lapedo, fue un monasterio cisterciense ubicado en el concejo asturiano de Belmonte de Miranda, en España.

## Fundación
Su primera fundación se remonta a la primera mitad del siglo XI y fue acometida por los condes Pelayo Froilaz y su esposa Aldonza Ordóñez. El 4 de octubre de 1032, el rey Bermudo III, permutó la villa de Lapedo que había sido de la reina Velasquita de León, por la villa llamada Framiliani que los condes habían adquirido anteriormente a Munio Díaz. Los condes fundaron en este lugar el monasterio de Lapedo bajo el «régimen de herederos» o privado, común en aquellos tiempos, y como un refugio espiritual. Después de la muerte de los condes, el monasterio se repartió en varias raciones entre sus herederos. Una de las herederas fue su hija Jimena Peláez, la esposa del conde Bermudo Ovéquiz, padres de varios hijos, entre ellos Alfonso Bermúdez.
Fue refundado como monasterio cisterciense en el siglo XII por su bisnieto, el conde Pedro Alfonso —hijo de Alfonso Bermúdez— y su esposa María Froilaz. Con el fin de reunir todas las propiedades del monasterio, Pedro Alfonso compró a los herederos sus raciones. También recibió, como donación, el 23 de junio de 1141 la parte que correspondía a su hermano Gonzalo, así como la ración que le donó el 29 de junio de 1141 su primo hermano Vela Gutiérrez. A principios de julio de 1141, una vez que había reunido todas las propiedades, el conde Pedro Alfonso entregó el cenobio a los monjes cistercienses, probablemente procedentes del monasterio de Santa María de Carracedo. Alfonso VII de León en 1142 realizó una generosa donación al monasterio de varias tierras de su realengo, entre ellas, las villas de San Julián de Pionia, Oviñana y Alaba. El 12 de marzo de 1151, el rey también otorgó un privilegio al monasterio, considerado como «el fuero o carta fundacional», por el cual se determinaba «su jurisdicción territorial, civil y criminal, se establece su coto, se señalan sus inmunidades y se le confirma la posesión de todas sus heredades». Pocos días después, el 19 de marzo, el conde Pedro y su esposa donaron más propiedades al monasterio y, en el mismo día, donaron el monasterio, «con todas sus pertenencias, heredades, derechos y ganancias» al rey Alfonso VII. De esta forma, el monasterio pasó al patronato regio.
Hasta el siglo XIX, el monasterio fue el principal propietario de la zona por lo que casi todas las tierras le pertenecían y para él trabajaban la mayor parte de los vecinos de la zona. Con la desamortización pasó a ser propiedad del estado y se convirtió en una cantera de donde extraían piedras para nuevas construcciones de la villa de Belmonte.
El monasterio fue conocido con las denominaciones de monasterio «de Belmonte» y «de Santa María de Lapedo».

## Descripción
Sus retablos, tras la desamortización, acabaron en la iglesia de Calleras. En la entrada correspondiente a San Julián de Belmonte del Diccionario geográfico-estadístico-histórico (1846) de Pascual Madoz se hacía referencia a que «se conserva aun el edificio que fué monast. de Bernardos, el cual cedió el Gobierno para casa municipal, cárcel y otros objetos de utilidad pública». Sería demolido a lo largo del siglo XIX. Su claustro, ya en ruinas, apareció representado en el volumen correspondiente a Asturias y León de Recuerdos y bellezas de España (1855), en una litografía de Francisco Javier Parcerisa.

## Curiosidades
En 1151 Alfonso VII de León otorgó un privilegio al monasterio conocido como el «fuero o carta fundacional».  La denominación Santa María de Lapedo procede del nombre que recibían en la época las rocas que sobresalían de la tierra. Era frecuente que los monjes enterraran a los fallecidos en el patio del monasterio, por lo se cree que en Santa María de Lapedo puedan encontrarse tumbas y restos humanos. Tras la desamortización dieron permisos para construir con las piedras del monasterio diferentes edificios del pueblo de Belmonte de Miranda como la cárcel, actual biblioteca, y gran cantidad de casas vecinales, gracias a esto aún se pueden ver los restos del monasterio por la villa.